# Círculo de Sikasso
Sikasso es una subdivisión administrativa (cercle o círculo) de la región de Sikasso, en Malí. En abril de 2009 tenía una población censada de 734 984 habitantes y estaba formada por las siguientes comunas o municipios, que se muestran igualmente con población de abril de 2009:
- Benkadi 7,964
- Blendio 12,255
- Danderesso 36,356
- Dembela 12,503
- Dialakoro 5,476
- Diomaténé 4,463
- Dogoni 13,428
- Doumanaba 13,862
- Fama 10,764
- Farakala 7,588
- Finkolo 14,179
- Finkolo Ganadougou17,333
- Gongasso 8,806
- Kabarasso 8,486
- Kaboïla 27,298
- Kafouziéla 6,412
- Kapala 10,285
- Kapolondougou 14,669
- Kignan 25,963
- Kléla 24,870
- Kofan 10,298
- Kolokoba 7,703
- Koumankou 8,955
- Kouoro 15,099
- Kourouma 14,741
- Lobougoula 31,218
- Miniko 3,293
- Miria 9,989
- Missirikoro 4,405
- Natien 6,917
- Niéna 37,377
- Nongo-Souala 10,044
- N'Tjikouna 3,834
- Pimperna 9,308
- Sanzana 11,299
- Sikasso 226,618
- Sokourani-Missirikoro 3,372
- Tella 7,607
- Tiankadi 4,708
- Wateni 6,207
- Zanférébougou 4,653
- Zangaradougou 7,261
- Zaniéna 7,118[1]